# Reichstagswahl Februar 1867
- SDAP: 2
- Sonst.: 5
- BKV: 18
- Minderheiten: 15
- Unabh. Lib.: 11
- DFP: 19
- FV: 14
- LRP: 27
- NLP: 80
- Unabh. Kons.: 8
- FKV: 39
- KP: 59

Die Ergebnisse der Reichstagswahl nach Wahlkreisen. Die Nummerierung der Wahlkreise entspricht der der Tabelle.

Die Reichstagswahl im Februar 1867 war die Wahl zum konstituierenden Reichstag. Dieses Gremium sollte die Gründung des Norddeutschen Bundes als Bundesstaat mit vorbereiten.
Die Hauptwahl fand am 12. Februar 1867 statt; in den Wochen danach folgten die erforderlichen Stichwahlen. Die Staaten des Augustbündnisses waren für die Wahl in 297 Wahlkreise eingeteilt worden, von denen 236 in Preußen lagen. Die Königreiche Bayern und Württemberg, das Großherzogtum Baden und der Südteil des Großherzogtums Hessen gehörten dem Augustbündnis nicht an und nahmen daher an der Wahl nicht teil. Nachdem der konstituierende Reichstag die Verfassung des Norddeutschen Bundes beraten und mitbeschlossen hatte, folgte im August 1867 die Wahl zum ersten Reichstag des Norddeutschen Bundes.

## Gesamtergebnis der Wahlen
Die Unterstützer der Politik Otto von Bismarcks, also Freikonservative, Nationalliberale, Fortschrittsparteiler und Altliberale erhielten eine deutliche Mehrheit der Sitze. Besonders in den 1866 von Preußen annektierten Provinzen Schleswig-Holstein und Hannover erzielten hingegen bundesstaatlich-konstitutionelle Kandidaten Wahlerfolge. Die Sächsische Volkspartei, eine Vorläuferorganisation der späteren Sozialdemokraten, zog mit zwei Abgeordneten ins Parlament ein.
Aufgrund unvollständiger Dokumentation der Stimmergebnisse gibt es in der Fachliteratur keine überlieferte Aufschlüsselung des Gesamtergebnisses nach Stimmen und Prozenten. Die folgende Tabelle gibt die Anzahl der für die einzelnen Parteien gewählten Abgeordneten an, wie sie in den zeitgenössischen Reichstagshandbüchern aufgeführt sind.
| Politische Richtung | Politische Richtung | Partei                                             | Partei | Sitze |
| ------------------- | ------------------- | -------------------------------------------------- | ------ | ----- |
| Konservative        | Konservative        | Konservative Partei (KP)                           |        | 59    |
| Konservative        | Konservative        | Freikonservative Vereinigung (FKV)                 |        | 39    |
| Konservative        | Konservative        | fraktionslose Konservative                         |        | 8     |
| Liberale            | Liberale            | Nationalliberale Partei (NLP)                      |        | 80    |
| Liberale            | Liberale            | Zentrumsfraktion (Altliberale)1)                   |        | 27    |
| Liberale            | Liberale            | Freie Vereinigung (FV)                             |        | 14    |
| Liberale            | Liberale            | Deutsche Fortschrittspartei (DFP)2)                |        | 19    |
| Liberale            | Liberale            | fraktionslose Liberale                             |        | 11    |
|                     |                     | Bundesstaatlich-Konstitutionelle Vereinigung (BKV) |        | 18    |
| Arbeiterparteien    | Arbeiterparteien    | Sächsische Volkspartei (SVP)                       |        | 2     |
| Minderheiten        | Minderheiten        | Polen                                              |        | 13    |
| Minderheiten        | Minderheiten        | Dänen                                              |        | 2     |
| Sonstige            | Sonstige            | Sonstige                                           |        | 5     |
| Gesamt              | Gesamt              | Gesamt                                             | Gesamt | 297   |

1) Nicht zu verwechseln mit der Zentrumsfraktion in den Reichstagen des Deutschen Kaiserreichs
2) Die Abgeordneten der DFP firmierten im Reichstag als Fraktion der Linken

## Gewählte Abgeordnete nach Wahlkreisen
In jedem der insgesamt 297 Wahlkreise wurde nach absolutem Mehrheitswahlrecht ein Abgeordneter gewählt. Wenn kein Kandidat im ersten Wahlgang die absolute Mehrheit erreichte, wurde eine Stichwahl zwischen den beiden bestplatzierten Kandidaten durchgeführt. In den folgenden Tabellen werden die gewählten Abgeordneten und ihre Parteistellung im Reichstag angegeben.

### Preußen
| Königreich Preußen                                    | Königreich Preußen                                                                  | Königreich Preußen                            | Königreich Preußen                            | Königreich Preußen                            |
| Provinz Preußen – Regierungsbezirk Königsberg         | Provinz Preußen – Regierungsbezirk Königsberg                                       | Provinz Preußen – Regierungsbezirk Königsberg | Provinz Preußen – Regierungsbezirk Königsberg | Provinz Preußen – Regierungsbezirk Königsberg |
| ----------------------------------------------------- | ----------------------------------------------------------------------------------- | --------------------------------------------- | --------------------------------------------- | --------------------------------------------- |
| 1                                                     | Memel, Heydekrug                                                                    | Helmuth Karl Bernhard von Moltke              | KP                                            |                                               |
| 2                                                     | Labiau, Wehlau                                                                      | Friedrich Karl Nikolaus von Preußen           | fraktionslos konservativ                      |                                               |
| 3                                                     | Königsberg-Stadt                                                                    | Eduard Vogel von Falckenstein                 | KP                                            |                                               |
| 4                                                     | Fischhausen, Königsberg-Land                                                        | Otto Karl von Hüllessem-Meerscheidt           | KP                                            |                                               |
| 5                                                     | Heiligenbeil, Preußisch-Eylau                                                       | Willibald von Kalckstein                      | KP                                            |                                               |
| 6                                                     | Braunsberg, Heilsberg                                                               | Adalbert Kraetzig                             | FKV                                           |                                               |
| 7                                                     | Preußisch-Holland, Mohrungen                                                        | Alexander von Below                           | KP                                            |                                               |
| 8                                                     | Osterode i. Opr., Neidenburg                                                        | Alexander von Lavergne-Peguilhen              | KP                                            |                                               |
| 9                                                     | Allenstein, Rößel                                                                   | August Uedinck                                | Altliberal                                    |                                               |
| 10                                                    | Rastenburg, Friedland, Gerdauen                                                     | Max von Romberg                               | KP                                            |                                               |
| Provinz Preußen – Regierungsbezirk Gumbinnen          |                                                                                     |                                               |                                               |                                               |
| 1                                                     | Tilsit, Niederung                                                                   | Otto von Keyserlingk zu Rautenburg            | KP                                            |                                               |
| 2                                                     | Ragnit, Pillkallen                                                                  | Hermann Schmalz                               | KP                                            |                                               |
| 3                                                     | Gumbinnen, Insterburg                                                               | Reinhardt Vieth                               | KP                                            |                                               |
| 4                                                     | Stallupönen, Goldap, Darkehmen                                                      | Ferdinand Synold von Schüz                    | KP                                            |                                               |
| 5                                                     | Angerburg, Lötzen                                                                   | Karl von Lehndorff                            | KP                                            |                                               |
| 6                                                     | Oletzko, Lyck, Johannisburg                                                         | George von Simpson-Georgenburg                | KP                                            |                                               |
| 7                                                     | Sensburg, Ortelsburg                                                                | Gotthard von Tyszka                           | KP                                            |                                               |
| Provinz Preußen – Regierungsbezirk Danzig             |                                                                                     |                                               |                                               |                                               |
| 1                                                     | Marienburg, Elbing                                                                  | Wilhelm von Brauchitsch                       | KP                                            |                                               |
| 2                                                     | Danzig Land                                                                         | Achatius von Auerswald                        | KP                                            |                                               |
| 3                                                     | Danzig Stadt                                                                        | Heinrich Wilhelm Martens                      | fraktionslos liberal                          |                                               |
| 4                                                     | Neustadt (Westpr.), Karthaus                                                        | Emil von Czarlinski                           | Pole                                          |                                               |
| 5                                                     | Berent, Preußisch Stargard                                                          | Hiacynt von Jackowski                         | Pole                                          |                                               |
| Provinz Preußen – Regierungsbezirk Marienwerder       |                                                                                     |                                               |                                               |                                               |
| 1                                                     | Marienwerder, Stuhm                                                                 | Theodor von Donimirski                        | Pole                                          |                                               |
| 2                                                     | Rosenberg (Westpr.), Löbau                                                          | Siegfried von Brünneck-Bellschwitz            | KP                                            |                                               |
| 3                                                     | Graudenz, Strasburg (Westpr.)                                                       | Julius von Hennig                             | NLP                                           |                                               |
| 4                                                     | Thorn, Kulm                                                                         | Friedrich Meyer                               | NLP                                           |                                               |
| 5                                                     | Schwetz                                                                             | Alexander Wisselinck                          | NLP                                           |                                               |
| 6                                                     | Konitz                                                                              | Felix Dekowski                                | Pole                                          |                                               |
| 7                                                     | Schlochau, Flatow                                                                   | Carl von Königsmarck                          | KP                                            |                                               |
| 8                                                     | Deutsch-Krone                                                                       | Botho zu Eulenburg                            | KP                                            |                                               |
| Berlin                                                |                                                                                     |                                               |                                               |                                               |
| 1                                                     | Alt-Berlin, Cölln, Friedrichswerder, Dorotheenstadt, Friedrichstadt-Nord            | Eduard Lasker                                 | NLP                                           |                                               |
| 2                                                     | Schöneberger Vorstadt, Friedrichsvorstadt, Tempelhofer Vorstadt, Friedrichstadt-Süd | Benedikt Waldeck                              | DFP                                           |                                               |
| 3                                                     | Luisenstadt diesseits des Kanals, Neu-Cölln                                         | Moritz Wiggers                                | DFP                                           |                                               |
| 4                                                     | Luisenstadt jenseits des Kanals, Stralauer Vorstadt, Königsstadt-Ost                | Heinrich Runge                                | DFP                                           |                                               |
| 5                                                     | Spandauer Vorstadt, Friedrich-Wilhelm-Stadt, Königsstadt-West                       | Franz Duncker                                 | DFP                                           |                                               |
| 6                                                     | Wedding, Gesundbrunnen, Moabit, Oranienburger Vorstadt, Rosenthaler Vorstadt        | Hermann Schulze-Delitzsch                     | DFP                                           |                                               |
| Provinz Brandenburg – Regierungsbezirk Potsdam        |                                                                                     |                                               |                                               |                                               |
| 1                                                     | Westprignitz                                                                        | Julius von Jagow                              | fraktionslos konservativ                      |                                               |
| 2                                                     | Ostprignitz                                                                         | Paul Persius                                  | KP                                            |                                               |
| 3                                                     | Ruppin, Templin                                                                     | Alfred von dem Knesebeck                      | FKV                                           |                                               |
| 4                                                     | Prenzlau, Angermünde                                                                | Oskar von Arnim-Kröchlendorff                 | FKV                                           |                                               |
| 5                                                     | Oberbarnim                                                                          | Rudolf Pannier                                | NLP                                           |                                               |
| 6                                                     | Niederbarnim                                                                        | Carl von Treskow                              | KP                                            |                                               |
| 7                                                     | Potsdam, Osthavelland                                                               | Gustav von Jagow                              | KP                                            |                                               |
| 8                                                     | Westhavelland                                                                       | Ludwig von Bredow                             | KP                                            |                                               |
| 9                                                     | Zauch-Belzig, Jüterbog-Luckenwalde                                                  | Curt von Watzdorf                             | KP                                            |                                               |
| 10                                                    | Teltow, Beeskow-Storkow                                                             | Albrecht von Roon                             | KP                                            |                                               |
| Provinz Brandenburg – Regierungsbezirk Frankfurt      |                                                                                     |                                               |                                               |                                               |
| 1                                                     | Arnswalde, Friedeberg                                                               | Ludwig von Wedemeyer                          | KP                                            |                                               |
| 2                                                     | Landsberg (Warthe), Soldin                                                          | Hermann Hans von Vaerst                       | NLP                                           |                                               |
| 3                                                     | Königsberg (Neumark)                                                                | Wilhelm Adolf Lette                           | NLP                                           |                                               |
| 4                                                     | Frankfurt (Oder), Lebus                                                             | Eduard von Simson                             | NLP                                           |                                               |
| 5                                                     | Sternberg                                                                           | Eduard von Waldow und Reitzenstein            | KP                                            |                                               |
| 6                                                     | Züllichau-Schwiebus, Crossen                                                        | Karl Friedrich von Steinmetz                  | KP                                            |                                               |
| 7                                                     | Guben, Lübben                                                                       | Julius Wilhelm von Beerfelde                  | KP                                            |                                               |
| 8                                                     | Sorau                                                                               | Henning von Puttkamer                         | NLP                                           |                                               |
| 9                                                     | Cottbus, Spremberg                                                                  | Hans Köster                                   | KP                                            |                                               |
| 10                                                    | Calau, Luckau                                                                       | Friedrich zu Solms-Baruth                     | KP                                            |                                               |
| Provinz Pommern – Regierungsbezirk Stettin            |                                                                                     |                                               |                                               |                                               |
| 1                                                     | Demmin, Anklam                                                                      | Maximilian von Schwerin-Putzar                | NLP                                           |                                               |
| 2                                                     | Ueckermünde, Usedom-Wollin                                                          | Otto Michaelis                                | NLP                                           |                                               |
| 3                                                     | Randow, Greifenhagen                                                                | Otto Stavenhagen                              | KP                                            |                                               |
| 4                                                     | Stettin                                                                             | Gustav Müller                                 | fraktionslos liberal                          |                                               |
| 5                                                     | Pyritz, Saatzig                                                                     | Wilhelm von Schöning                          | KP                                            |                                               |
| 6                                                     | Naugard, Regenwalde                                                                 | Moritz von Blanckenburg                       | KP                                            |                                               |
| 7                                                     | Greifenberg, Kammin                                                                 | Gerhard von Thadden                           | KP                                            |                                               |
| Provinz Pommern – Regierungsbezirk Köslin             |                                                                                     |                                               |                                               |                                               |
| 1                                                     | Stolp, Lauenburg in Pommern                                                         | Hans Hugo Erdmann von Gottberg                | KP                                            |                                               |
| 2                                                     | Bütow, Rummelsburg, Schlawe                                                         | Werner von Blumenthal-Suckow                  | KP                                            |                                               |
| 3                                                     | Fürstenthum                                                                         | Carl Friedrich von Denzin                     | KP                                            |                                               |
| 4                                                     | Belgard, Schivelbein, Dramburg                                                      | Heinrich Leonhard von Arnim-Heinrichsdorf     | KP                                            |                                               |
| 5                                                     | Neustettin                                                                          | Hermann Wagener                               | KP                                            |                                               |
| Provinz Pommern – Regierungsbezirk Stralsund          |                                                                                     |                                               |                                               |                                               |
| 1                                                     | Rügen, Franzburg                                                                    | Bernhard Hinrichs                             | NLP                                           |                                               |
| 2                                                     | Greifswald, Grimmen                                                                 | Eduard Baumstark                              | Altliberal                                    |                                               |
| Provinz Posen – Regierungsbezirk Posen                |                                                                                     |                                               |                                               |                                               |
| 1                                                     | Posen                                                                               | Stanislaus Motty                              | Pole                                          |                                               |
| 2                                                     | Samter, Birnbaum, Obornik                                                           | Theodor von Bethmann-Hollweg                  | Altliberal                                    |                                               |
| 3                                                     | Meseritz, Bomst                                                                     | Hans Wilhelm von Unruhe-Bomst                 | FKV                                           |                                               |
| 4                                                     | Buk, Kosten                                                                         | Stanislaus von Chlapowski                     | Pole                                          |                                               |
| 5                                                     | Kröben                                                                              | Roman Czartoryski                             | Pole                                          |                                               |
| 6                                                     | Fraustadt                                                                           | Maximilian von Puttkamer                      | NLP                                           |                                               |
| 7                                                     | Schrimm, Schroda                                                                    | Sigismund Szuldrzynski                        | Pole                                          |                                               |
| 8                                                     | Wreschen, Pleschen                                                                  | Wladislaus von Niegolewski                    | Pole                                          |                                               |
| 9                                                     | Krotoschin                                                                          | Alexander von Graeve                          | Pole                                          |                                               |
| 10                                                    | Adelnau, Schildberg                                                                 | Julius Pilaski                                | Pole                                          |                                               |
| Provinz Posen – Regierungsbezirk Bromberg             |                                                                                     |                                               |                                               |                                               |
| 1                                                     | Czarnikau, Chodziesen                                                               | Rudolf von Kehler                             | Altliberal                                    |                                               |
| 2                                                     | Wirsitz, Schubin                                                                    | Carl von Saenger                              | Altliberal                                    |                                               |
| 3                                                     | Bromberg                                                                            | Hermann von Leipziger                         | NLP                                           |                                               |
| 4                                                     | Inowrazlaw, Mogilno                                                                 | Kasimir Kantak                                | Pole                                          |                                               |
| 5                                                     | Gnesen, Wongrowitz                                                                  | Leon Wegner                                   | Pole                                          |                                               |
| Provinz Schlesien – Regierungsbezirk Breslau          |                                                                                     |                                               |                                               |                                               |
| 1                                                     | Guhrau, Steinau, Wohlau                                                             | Leopold von Frankenberg-Ludwigsdorf           | KP                                            |                                               |
| 2                                                     | Militsch, Trebnitz                                                                  | August von Maltzan                            | FKV                                           |                                               |
| 3                                                     | Groß Wartenberg, Oels                                                               | Konrad Adolf von Dyhrn                        | Altliberal                                    |                                               |
| 4                                                     | Namslau, Brieg                                                                      | Gustav Riedel                                 | Altliberal                                    |                                               |
| 5                                                     | Ohlau, Strehlen, Nimptsch                                                           | Karl Friedrich von Vincke                     | Altliberal                                    |                                               |
| 6                                                     | Breslau-Ost                                                                         | Max Simon                                     | DFP                                           |                                               |
| 7                                                     | Breslau-West                                                                        | Wilhelm Bouneß                                | DFP                                           |                                               |
| 8                                                     | Neumarkt, Breslau-Land                                                              | Ernst Wachler                                 | NLP                                           |                                               |
| 9                                                     | Striegau, Schweidnitz                                                               | Karl von Pückler-Burghauß                     | KP                                            |                                               |
| 10                                                    | Waldenburg                                                                          | Leonor Reichenheim                            | NLP                                           |                                               |
| 11                                                    | Reichenbach, Neurode                                                                | Karl Twesten                                  | NLP                                           |                                               |
| 12                                                    | Glatz, Habelschwerdt                                                                | Franz Künzer                                  | FKV                                           |                                               |
| 13                                                    | Frankenstein, Münsterberg                                                           | Ludwig Gitzler                                | FKV                                           |                                               |
| Provinz Schlesien – Regierungsbezirk Oppeln           |                                                                                     |                                               |                                               |                                               |
| 1                                                     | Kreuzburg, Rosenberg O.S.                                                           | Eduard Georg von Bethusy-Huc                  | FKV                                           |                                               |
| 2                                                     | Oppeln                                                                              | Victor I. Herzog von Ratibor                  | FKV                                           |                                               |
| 3                                                     | Groß Strehlitz, Kosel                                                               | Johannes Maria von Renard                     | FKV                                           |                                               |
| 4                                                     | Lublinitz, Tost-Gleiwitz                                                            | Hugo zu Hohenlohe-Öhringen                    | FKV                                           |                                               |
| 5                                                     | Beuthen-Nord                                                                        | Guido Henckel von Donnersmarck                | NLP                                           |                                               |
| 6                                                     | Beuthen-Süd                                                                         | Wilhelm Ulrich                                | fraktionslos katholisch                       |                                               |
| 7                                                     | Pleß, Rybnik                                                                        | Hans von Pleß                                 | FKV                                           |                                               |
| 8                                                     | Ratibor                                                                             | Karl Fürst Lichnowsky                         | FKV                                           |                                               |
| 9                                                     | Leobschütz                                                                          | Wilhelm Wolff                                 | FV                                            |                                               |
| 10                                                    | Neustadt O.S.                                                                       | Hans von Oppersdorff                          | FKV                                           |                                               |
| 11                                                    | Falkenberg O.S., Grottkau                                                           | Friedrich von Frankenberg und Ludwigsdorf     | FKV                                           |                                               |
| 12                                                    | Neisse                                                                              | Karl Rudolf Friedenthal                       | Altliberal                                    |                                               |
| Provinz Schlesien – Regierungsbezirk Liegnitz         |                                                                                     |                                               |                                               |                                               |
| 1                                                     | Grünberg, Freystadt                                                                 | Ernst von Grävenitz                           | KP                                            |                                               |
| 2                                                     | Sagan, Sprottau                                                                     | Hans zur Megede                               | FV                                            |                                               |
| 3                                                     | Glogau                                                                              | Adalbert Falk                                 | Altliberal                                    |                                               |
| 4                                                     | Lüben, Bunzlau                                                                      | Hermann zu Dohna-Kotzenau                     | NLP                                           |                                               |
| 5                                                     | Löwenberg                                                                           | Georges von Cottenet                          | KP                                            |                                               |
| 6                                                     | Liegnitz, Goldberg-Haynau                                                           | Reinhold Aßmann                               | NLP                                           |                                               |
| 7                                                     | Landeshut, Jauer, Bolkenhain                                                        | Eberhard zu Stolberg-Wernigerode              | KP                                            |                                               |
| 8                                                     | Schönau, Hirschberg                                                                 | Richard Roepell                               | NLP                                           |                                               |
| 9                                                     | Görlitz, Lauban                                                                     | Albert von Carlowitz                          | FV                                            |                                               |
| 10                                                    | Rothenburg (Oberlausitz), Hoyerswerda                                               | Otto Theodor von Seydewitz                    | KP                                            |                                               |
| Provinz Sachsen – Regierungsbezirk Magdeburg          |                                                                                     |                                               |                                               |                                               |
| 1                                                     | Salzwedel, Gardelegen                                                               | Werner von der Schulenburg-Beetzendorf        | KP                                            |                                               |
| 2                                                     | Stendal, Osterburg                                                                  | Wilhelm von Bismarck-Briest                   | KP                                            |                                               |
| 3                                                     | Jerichow I, Jerichow II                                                             | Otto von Bismarck                             | fraktionslos konservativ                      |                                               |
| 4                                                     | Magdeburg                                                                           | Hans Victor von Unruh                         | NLP                                           |                                               |
| 5                                                     | Neuhaldensleben, Wolmirstedt                                                        | Max von Forckenbeck                           | NLP                                           |                                               |
| 6                                                     | Wanzleben                                                                           | Wilhelm Franz                                 | FKV                                           |                                               |
| 7                                                     | Aschersleben, Calbe an der Saale                                                    | Adolph von Dietze                             | FKV                                           |                                               |
| 8                                                     | Halberstadt, Oschersleben, Wernigerode                                              | Otto zu Stolberg-Wernigerode                  | fraktionslos konservativ                      |                                               |
| Provinz Sachsen – Regierungsbezirk Merseburg          |                                                                                     |                                               |                                               |                                               |
| 1                                                     | Liebenwerda, Torgau                                                                 | Max von Seydewitz                             | KP                                            |                                               |
| 2                                                     | Schweinitz, Wittenberg                                                              | Ferdinand Lucke                               | KP                                            |                                               |
| 3                                                     | Bitterfeld, Delitzsch                                                               | Wilhelm von Rauchhaupt                        | KP                                            |                                               |
| 4                                                     | Halle (Saale), Saalkreis                                                            | Maximilian Duncker                            | Altliberal                                    |                                               |
| 5                                                     | Mansfelder Seekreis, Mansfelder Gebirgskreis                                        | Johann Gottfried Boltze                       | Altliberal                                    |                                               |
| 6                                                     | Sangerhausen, Eckartsberga                                                          | Hermann Jüngken                               | NLP                                           |                                               |
| 7                                                     | Querfurt, Merseburg                                                                 | Johannes Moritz Wölfel                        | NLP                                           |                                               |
| 8                                                     | Naumburg, Weißenfels, Zeitz                                                         | Lothar von Wurmb                              | KP                                            |                                               |
| Provinz Sachsen – Regierungsbezirk Erfurt             |                                                                                     |                                               |                                               |                                               |
| 1                                                     | Nordhausen                                                                          | Eugen Richter                                 | DFP                                           |                                               |
| 2                                                     | Heiligenstadt, Worbis                                                               | Albrecht Bernhard Frantz                      | FKV                                           |                                               |
| 3                                                     | Mühlhausen, Langensalza, Weißensee                                                  | Friedrich Bernhard von Hagke                  | FKV                                           |                                               |
| 4                                                     | Erfurt, Schleusingen, Ziegenrück                                                    | Gustav Freytag                                | NLP                                           |                                               |
| Provinz Schleswig-Holstein                            |                                                                                     |                                               |                                               |                                               |
| 1                                                     | Hadersleben, Sonderburg                                                             | Hans Krüger                                   | Däne                                          |                                               |
| 2                                                     | Apenrade, Flensburg                                                                 | Nicolay Ahlmann                               | Däne                                          |                                               |
| 3                                                     | Schleswig, Eckernförde                                                              | Eduard von Baudissin                          | BKV                                           |                                               |
| 4                                                     | Tondern, Husum, Eiderstedt                                                          | Carl Philipp Francke                          | BKV                                           |                                               |
| 5                                                     | Dithmarschen, Steinburg                                                             | Adolf von Warnstedt                           | BKV                                           |                                               |
| 6                                                     | Pinneberg, Segeberg                                                                 | Friedrich Heinrich Otto Jensen                | BKV                                           |                                               |
| 7                                                     | Kiel, Rendsburg                                                                     | Ludwig Christian Schrader                     | BKV                                           |                                               |
| 8                                                     | Altona, Stormarn                                                                    | Rudolf Schleiden                              | BKV                                           |                                               |
| 9                                                     | Oldenburg in Holstein, Plön                                                         | Conrad Johann Bokelmann                       | BKV                                           |                                               |
| Herzogtum Lauenburg                                   |                                                                                     |                                               |                                               |                                               |
| 1                                                     | Herzogtum Lauenburg                                                                 | Caspar Wulff                                  | NLP                                           |                                               |
| Provinz Hannover                                      |                                                                                     |                                               |                                               |                                               |
| 1                                                     | Emden, Leer, Norden, Weener                                                         | Ysaak Brons                                   | fraktionslos liberal                          |                                               |
| 2                                                     | Aurich, Wittmund,                                                                   | Rudolph Schepler                              | KP                                            |                                               |
| 3                                                     | Meppen, Lingen, Bentheim, Aschendorf, Hümmling                                      | Ludwig Windthorst                             | BKV                                           |                                               |
| 4                                                     | Osnabrück, Bersenbrück, Iburg                                                       | Johannes von Miquel                           | NLP                                           |                                               |
| 5                                                     | Melle, Diepholz, Wittlage, Sulingen                                                 | Ernst von Hammerstein-Loxten                  | BKV                                           |                                               |
| 6                                                     | Syke, Hoya, Verden, Achim                                                           | Wilhelm von Hammerstein                       | BKV                                           |                                               |
| 7                                                     | Nienburg, Neustadt am Rübenberge, Fallingbostel, Stolzenau                          | Friedrich von Bothmer                         | BKV                                           |                                               |
| 8                                                     | Hannover, Linden-Stadt                                                              | Alexander von Münchhausen                     | BKV                                           |                                               |
| 9                                                     | Hameln, Linden-Land, Springe                                                        | Alexander von Rössing                         | BKV                                           |                                               |
| 10                                                    | Hildesheim, Marienburg, Alfeld (Leine), Gronau                                      | Hermann Roemer                                | NLP                                           |                                               |
| 11                                                    | Einbeck, Northeim, Osterode am Harz, Uslar                                          | Adolf Ellissen                                | NLP                                           |                                               |
| 12                                                    | Göttingen, Duderstadt, Münden                                                       | Heinrich Albert Zachariä                      | BKV                                           |                                               |
| 13                                                    | Goslar, Zellerfeld, Ilfeld                                                          | Hermann König                                 | NLP                                           |                                               |
| 14                                                    | Gifhorn, Celle, Peine, Burgdorf                                                     | Gottlieb Planck                               | NLP                                           |                                               |
| 15                                                    | Lüchow, Uelzen, Dannenberg, Isenhagen                                               | Ehrenreich Eichholz                           | BKV                                           |                                               |
| 16                                                    | Lüneburg, Soltau, Winsen, Bleckede                                                  | Carl Erxleben                                 | BKV                                           |                                               |
| 17                                                    | Harburg, Rotenburg in Hannover, Zeven, Lilienthal                                   | August Grumbrecht                             | NLP                                           |                                               |
| 18                                                    | Stade, Geestemünde, Bremervörde, Osterholz, Blumenthal                              | Adolph Weber                                  | NLP                                           |                                               |
| 19                                                    | Neuhaus (Oste), Hadeln, Lehe, Kehdingen, Jork                                       | Rudolf von Bennigsen                          | NLP                                           |                                               |
| Provinz Westfalen – Regierungsbezirk Münster          |                                                                                     |                                               |                                               |                                               |
| 1                                                     | Tecklenburg, Steinfurt, Ahaus                                                       | Wilhelm Rohden                                | FV                                            |                                               |
| 2                                                     | Münster, Coesfeld                                                                   | Karl von Kleinsorgen                          | FV                                            |                                               |
| 3                                                     | Borken, Recklinghausen                                                              | Adolph Winkelmann                             | FV                                            |                                               |
| 4                                                     | Lüdinghausen, Beckum, Warendorf                                                     | Hermann von Mallinckrodt                      | BKV                                           |                                               |
| Provinz Westfalen – Regierungsbezirk Minden           |                                                                                     |                                               |                                               |                                               |
| 1                                                     | Minden, Lübbecke, Jadegebiet                                                        | Eduard Kuno von der Goltz                     | KP                                            |                                               |
| 2                                                     | Herford, Halle (Westfalen)                                                          | Carl von Bodelschwingh                        | KP                                            |                                               |
| 3                                                     | Bielefeld, Wiedenbrück                                                              | Bernhard Bessel                               | KP                                            |                                               |
| 4                                                     | Paderborn, Büren                                                                    | Reinhard Franz von und zu Brenken             | FKV                                           |                                               |
| 5                                                     | Höxter, Warburg                                                                     | Johann Kayser                                 | FV                                            |                                               |
| Provinz Westfalen – Regierungsbezirk Arnsberg         |                                                                                     |                                               |                                               |                                               |
| 1                                                     | Wittgenstein, Siegen, Biedenkopf                                                    | Albert von Dörnberg                           | Altliberal                                    |                                               |
| 2                                                     | Olpe, Arnsberg, Meschede                                                            | Peter Reichensperger                          | fraktionslos katholisch                       |                                               |
| 3                                                     | Altena, Iserlohn                                                                    | Heinrich Wilhelm von Holtzbrinck              | KP                                            |                                               |
| 4                                                     | Hagen                                                                               | Georg von Vincke                              | Altliberal                                    |                                               |
| 5                                                     | Bochum                                                                              | Adolf von Pilgrim                             | FKV                                           |                                               |
| 6                                                     | Dortmund                                                                            | Hermann Heinrich Becker                       | DFP                                           |                                               |
| 7                                                     | Hamm, Soest                                                                         | Florens von Bockum-Dolffs                     | FV                                            |                                               |
| 8                                                     | Lippstadt, Brilon                                                                   | Ferdinand von Galen                           | FKV                                           |                                               |
| Provinz Hessen-Nassau – Regierungsbezirk Wiesbaden    |                                                                                     |                                               |                                               |                                               |
| 1                                                     | Usingen, Idstein, Königstein, Höchst, Hochheim,                                     | August Hergenhahn                             | NLP                                           |                                               |
| 2                                                     | Wiesbaden, Wehen, Langenschwalbach, Rüdesheim, Eltville                             | Carl Braun                                    | NLP                                           |                                               |
| 3                                                     | St. Goarshausen, Braubach, Nastätten, Montabaur, Wallmerod, Nassau                  | Ludwig Born                                   | NLP                                           |                                               |
| 4                                                     | Limburg, Weilburg, Diez, Runkel, Hadamar                                            | Johannes Knapp                                | NLP                                           |                                               |
| 5                                                     | Dillenburg, Herborn, Rennerod, Marienberg, Selters, Hachenburg                      | Friedrich von Schwartzkoppen                  | NLP                                           |                                               |
| 6                                                     | Frankfurt am Main                                                                   | Mayer Carl von Rothschild                     | fraktionslos konservativ                      |                                               |
| Provinz Hessen-Nassau – Regierungsbezirk Kassel       |                                                                                     |                                               |                                               |                                               |
| 1                                                     | Rinteln, Hofgeismar, Wolfhagen                                                      | Friedrich Oetker                              | NLP                                           |                                               |
| 2                                                     | Kassel, Melsungen                                                                   | Hermann Weigel                                | NLP                                           |                                               |
| 3                                                     | Fritzlar, Homberg, Ziegenhain                                                       | Eduard Wiegand                                | NLP                                           |                                               |
| 4                                                     | Eschwege, Schmalkalden, Witzenhausen                                                | Richard Harnier                               | NLP                                           |                                               |
| 5                                                     | Marburg, Frankenberg, Kirchhain                                                     | Wilhelm Jungermann                            | NLP                                           |                                               |
| 6                                                     | Hersfeld, Rotenburg (Fulda), Hünfeld                                                | August Braun                                  | NLP                                           |                                               |
| 7                                                     | Fulda, Schlüchtern, Gersfeld                                                        | Franz Rang                                    | FV                                            |                                               |
| 8                                                     | Hanau, Gelnhausen                                                                   | Wilhelm Schenck zu Schweinsberg               | Altliberal                                    |                                               |
| Rheinprovinz – Regierungsbezirk Köln                  |                                                                                     |                                               |                                               |                                               |
| 1                                                     | Köln-Stadt                                                                          | Eugen Theodor Thissen                         | fraktionslos katholisch                       |                                               |
| 2                                                     | Köln-Land                                                                           | Johann Peter Weygold                          | FV                                            |                                               |
| 3                                                     | Bergheim (Erft), Euskirchen                                                         | Clemens August Schröder                       | FKV                                           |                                               |
| 4                                                     | Rheinbach, Bonn                                                                     | Carl Ludwig von Proff-Irnich                  | FV                                            |                                               |
| 5                                                     | Siegkreis, Waldbröl                                                                 | Aloys Dauzenberg                              | FV                                            |                                               |
| 6                                                     | Mülheim am Rhein, Gummersbach, Wipperfürth                                          | Maximilian von Nesselrode-Ehreshoven          | FKV                                           |                                               |
| Rheinprovinz – Regierungsbezirk Düsseldorf            |                                                                                     |                                               |                                               |                                               |
| 1                                                     | Lennep, Mettmann                                                                    | Heinrich von Sybel                            | NLP                                           |                                               |
| 2                                                     | Elberfeld, Barmen                                                                   | Rudolf von Gneist                             | NLP                                           |                                               |
| 3                                                     | Solingen                                                                            | Josef Lambert Trip                            | DFP                                           |                                               |
| 4                                                     | Düsseldorf                                                                          | Alfred Groote                                 | fraktionslos liberal                          |                                               |
| 5                                                     | Essen                                                                               | Friedrich Leopold Devens                      | FKV                                           |                                               |
| 6                                                     | Duisburg                                                                            | Justus von Gruner                             | fraktionslos liberal                          |                                               |
| 7                                                     | Moers, Rees                                                                         | Hermann vom Rath                              | Altliberal                                    |                                               |
| 8                                                     | Kleve, Geldern                                                                      | Maximilian August von Loë                     | FKV                                           |                                               |
| 9                                                     | Kempen                                                                              | Friedrich Michelis                            | fraktionslos katholisch                       |                                               |
| 10                                                    | Gladbach                                                                            | Franz Josef Kratz                             | FV                                            |                                               |
| 11                                                    | Krefeld                                                                             | Carl Hermann Kanngießer                       | NLP                                           |                                               |
| 12                                                    | Neuss, Grevenbroich                                                                 | Hermann Seul                                  | FKV                                           |                                               |
| Rheinprovinz – Regierungsbezirk Koblenz               |                                                                                     |                                               |                                               |                                               |
| 1                                                     | Wetzlar, Altenkirchen                                                               | Ludwig zu Solms-Hohensolms-Lich               | FKV                                           |                                               |
| 2                                                     | Neuwied                                                                             | Clemens Hosius                                | NLP                                           |                                               |
| 3                                                     | Koblenz, St. Goar                                                                   | Jakob Raitz von Frentz                        | FKV                                           |                                               |
| 4                                                     | Kreuznach, Simmern                                                                  | Otto Agricola                                 | FKV                                           |                                               |
| 5                                                     | Mayen, Ahrweiler                                                                    | Ludwig Delius                                 | NLP                                           |                                               |
| 6                                                     | Adenau, Cochem, Zell                                                                | Friedrich von Spankeren                       | NLP                                           |                                               |
| Rheinprovinz – Regierungsbezirk Trier                 |                                                                                     |                                               |                                               |                                               |
| 1                                                     | Daun, Bitburg, Prüm                                                                 | Johann Jacob Alff-Becker                      | fraktionslos katholisch                       |                                               |
| 2                                                     | Wittlich, Bernkastel                                                                | Eberhard Herwarth von Bittenfeld              | KP                                            |                                               |
| 3                                                     | Trier                                                                               | Eduard Puricelli                              | FKV                                           |                                               |
| 4                                                     | Saarlouis, Merzig, Saarburg                                                         | Karl Heyl                                     | fraktionslos liberal                          |                                               |
| 5                                                     | Saarbrücken                                                                         | Otto Ludwig Krug von Nidda                    | FKV                                           |                                               |
| 6                                                     | Ottweiler, St. Wendel, Meisenheim                                                   | Carl Ferdinand von Stumm-Halberg              | FKV                                           |                                               |
| Rheinprovinz – Regierungsbezirk Aachen                |                                                                                     |                                               |                                               |                                               |
| 1                                                     | Schleiden, Malmedy, Montjoie                                                        | Carl Josef Holzer                             | FKV                                           |                                               |
| 2                                                     | Eupen, Aachen-Land                                                                  | Friedrich Bloemer                             | fraktionslos liberal                          |                                               |
| 3                                                     | Aachen-Stadt                                                                        | Jacob Scherer                                 | FKV                                           |                                               |
| 4                                                     | Düren, Jülich                                                                       | Franz Jakob von Hilgers                       | FV                                            |                                               |
| 5                                                     | Geilenkirchen, Heinsberg, Erkelenz                                                  | Alfred Polycarp von Hompesch                  | FKV                                           |                                               |
| Hohenzollernsche Lande – Regierungsbezirk Sigmaringen |                                                                                     |                                               |                                               |                                               |
| 1                                                     | Sigmaringen, Hechingen, Haigerloch, Gammertingen                                    | August Evelt                                  | Altliberal                                    |                                               |

### Sachsen
| Königreich Sachsen | Königreich Sachsen                                     | Königreich Sachsen                  | Königreich Sachsen       | Königreich Sachsen |
| ------------------ | ------------------------------------------------------ | ----------------------------------- | ------------------------ | ------------------ |
| 1                  | Zittau, Herrnhut, Reichenau                            | Christian Gottlieb Riedel           | DFP                      |                    |
| 2                  | Löbau, Schirgiswalde, Ebersbach                        | Heinrich Erdmann August von Thielau | FKV                      |                    |
| 3                  | Bautzen, Kamenz, Bischofswerda                         | Hermann von Salza                   | FKV                      |                    |
| 4                  | Dresden rechts der Elbe, Radeberg, Radeburg            | Friedrich Oskar von Schwarze        | Altliberal               |                    |
| 5                  | Dresden links der Elbe                                 | Franz Jacob Wigard                  | DFP                      |                    |
| 6                  | Dresden-Land links der Elbe, Dippoldiswalde, Wilsdruff | Wilhelm Michael Schaffrath          | DFP                      |                    |
| 7                  | Meißen, Großenhain, Riesa                              | Ludwig von Zehmen                   | FKV                      |                    |
| 8                  | Pirna, Sebnitz, Schandau                               | Theodor Reuning                     | Altliberal               |                    |
| 9                  | Freiberg, Hainichen, Frauenstein                       | Friedrich Raimund Sachße            | Altliberal               |                    |
| 10                 | Döbeln, Nossen, Leisnig                                | Wilhelm Oehmichen                   | fraktionslos liberal     |                    |
| 11                 | Oschatz, Wurzen, Grimma                                | Theodor Günther                     | fraktionslos liberal     |                    |
| 12                 | Leipzig-Stadt                                          | Karl Georg von Wächter              | fraktionslos liberal     |                    |
| 13                 | Leipzig-Land, Taucha, Markranstädt, Zwenkau            | Karl von Gerber                     | Altliberal               |                    |
| 14                 | Borna, Geithain, Rochlitz                              | Karl Wilhelm Gebert                 | Altliberal               |                    |
| 15                 | Mittweida, Frankenberg, Augustusburg                   | Ludwig Haberkorn                    | fraktionslos konservativ |                    |
| 16                 | Chemnitz                                               | Franz Xaver Rewitzer                | DFP                      |                    |
| 17                 | Glauchau, Meerane, Hohenstein-Ernstthal                | August Bebel                        | SVP                      |                    |
| 18                 | Zwickau, Crimmitschau, Werdau                          | Reinhold Schraps                    | SVP                      |                    |
| 19                 | Stollberg, Schneeberg, Geyer                           | Heinrich Minckwitz                  | DFP                      |                    |
| 20                 | Marienberg, Sayda, Zschopau                            | Eli Evans                           | DFP                      |                    |
| 21                 | Annaberg, Schwarzenberg, Johanngeorgenstadt            | Scipio Agricola Herbig              | Altliberal               |                    |
| 22                 | Auerbach, Lengenfeld, Reichenbach                      | Julius Leonhard Heubner             | DFP                      |                    |
| 23                 | Plauen, Oelsnitz, Klingenthal                          | Karl Braun                          | Altliberal               |                    |

### Kleinstaaten
| Großherzogtum Hessen (nur Provinz Oberhessen) | Großherzogtum Hessen (nur Provinz Oberhessen)              | Großherzogtum Hessen (nur Provinz Oberhessen) | Großherzogtum Hessen (nur Provinz Oberhessen) | Großherzogtum Hessen (nur Provinz Oberhessen) |
| --------------------------------------------- | ---------------------------------------------------------- | --------------------------------------------- | --------------------------------------------- | --------------------------------------------- |
| 1                                             | Gießen, Grünberg, Nidda                                    | Adalbert Nordeck zur Rabenau                  | Altliberal                                    |                                               |
| 2                                             | Friedberg, Büdingen, Vilbel                                | Georg Buderus                                 | NLP                                           |                                               |
| 3                                             | Lauterbach, Alsfeld, Schotten                              | Otto zu Solms-Laubach                         | Altliberal                                    |                                               |
| Großherzogtum Mecklenburg-Schwerin            |                                                            |                                               |                                               |                                               |
| 1                                             | Kammergüter                                                | Otto Wachenhusen                              | NLP                                           |                                               |
| 2                                             | Kammergüter                                                | Edo Heinrich von Thünen                       | NLP                                           |                                               |
| 3                                             | Kammergüter und Ritterschaft                               | Ludwig Georg von Oertzen                      | fraktionslos konservativ                      |                                               |
| 4                                             | Ritterschaft                                               | Henning von Bassewitz                         | fraktionslos konservativ                      |                                               |
| 5                                             | Schwerin, Wismar und 18 weitere Städte                     | Karl Friedrich Wilhelm Prosch                 | NLP                                           |                                               |
| 6                                             | Rostock und 19 weitere Städte                              | Julius Wiggers                                | NLP                                           |                                               |
| Großherzogtum Sachsen-Weimar-Eisenach         |                                                            |                                               |                                               |                                               |
| 1                                             | Weimar, Apolda                                             | Hugo Friedrich Fries                          | NLP                                           |                                               |
| 2                                             | Eisenach, Dermbach                                         | Hermann Hering                                | NLP                                           |                                               |
| 3                                             | Jena, Neustadt an der Orla                                 | Christian Bernhard von Watzdorf               | fraktionslos liberal                          |                                               |
| Großherzogtum Mecklenburg-Strelitz            |                                                            |                                               |                                               |                                               |
|                                               | Neustrelitz, Neubrandenburg, Schönberg                     | Franz Pogge                                   | NLP                                           |                                               |
| Großherzogtum Oldenburg                       |                                                            |                                               |                                               |                                               |
| 1                                             | Oldenburg, Eutin, Birkenfeld                               | Carl Julius Dannenberg                        | NLP                                           |                                               |
| 2                                             | Jever, Brake, Westerstede, Varel, Elsfleth, Landwürden     | Hermann Gerhard Müller                        | NLP                                           |                                               |
| 3                                             | Vechta, Delmenhorst, Cloppenburg, Wildeshausen, Friesoythe | Arnold Kitz                                   | BKV                                           |                                               |
| Herzogtum Braunschweig                        |                                                            |                                               |                                               |                                               |
| 1                                             | Braunschweig, Blankenburg                                  | Wilhelm Bode                                  | NLP                                           |                                               |
| 2                                             | Helmstedt, Wolfenbüttel                                    | Adolf Ernst Theodor Müller                    | NLP                                           |                                               |
| 3                                             | Holzminden, Gandersheim                                    | Albert Schmid                                 | NLP                                           |                                               |
| Herzogtum Sachsen-Meiningen                   |                                                            |                                               |                                               |                                               |
| 1                                             | Meiningen, Hildburghausen                                  | Julius Hoffmann                               | NLP                                           |                                               |
| 2                                             | Sonneberg, Saalfeld                                        | Eduard Rückert                                | NLP                                           |                                               |
| Herzogtum Sachsen-Altenburg                   |                                                            |                                               |                                               |                                               |
|                                               | Altenburg, Roda                                            | Gustav Richard Wagner                         | NLP                                           |                                               |
| Herzogtum Sachsen-Coburg-Gotha                |                                                            |                                               |                                               |                                               |
| 1                                             | Coburg                                                     | Friedrich Forkel                              | NLP                                           |                                               |
| 2                                             | Gotha                                                      | Carl Ausfeld                                  | DFP                                           |                                               |
| Herzogtum Anhalt                              |                                                            |                                               |                                               |                                               |
| 1                                             | Dessau, Zerbst                                             | August Köppe                                  | NLP                                           |                                               |
| 2                                             | Bernburg, Köthen, Ballenstedt                              | Gustav Holzmann                               | NLP                                           |                                               |
| Fürstentum Schwarzburg-Rudolstadt             |                                                            |                                               |                                               |                                               |
|                                               | Königsee, Frankenhausen                                    | Adolph Baumbach                               | NLP                                           |                                               |
| Fürstentum Schwarzburg-Sondershausen          |                                                            |                                               |                                               |                                               |
|                                               | Sondershausen, Arnstadt, Gehren, Ebeleben                  | Günther Keyser                                | Altliberal                                    |                                               |
| Fürstentum Waldeck-Pyrmont                    |                                                            |                                               |                                               |                                               |
|                                               | Waldeck, Pyrmont                                           | Ludwig Severin                                | NLP                                           |                                               |
| Fürstentum Reuß älterer Linie                 |                                                            |                                               |                                               |                                               |
|                                               | Greiz, Burgk                                               | Karl Salzmann                                 | NLP                                           |                                               |
| Fürstentum Reuß jüngerer Linie                |                                                            |                                               |                                               |                                               |
|                                               | Gera, Schleiz                                              | Karl Bernhard Jäger                           | NLP                                           |                                               |
| Fürstentum Schaumburg-Lippe                   |                                                            |                                               |                                               |                                               |
|                                               | Bückeburg, Stadthagen                                      | Julius Martin Weißich                         | NLP                                           |                                               |
| Fürstentum Lippe                              |                                                            |                                               |                                               |                                               |
|                                               | Detmold, Lemgo                                             | Alexander von Oheimb                          | KP                                            |                                               |
| Hansestadt Lübeck                             |                                                            |                                               |                                               |                                               |
|                                               | Lübeck                                                     | Christoph Gotthard Görtz                      | NLP                                           |                                               |
| Freie Hansestadt Bremen                       |                                                            |                                               |                                               |                                               |
|                                               | Bremen, Bremerhaven                                        | Hermann Heinrich Meier                        | NLP                                           |                                               |
| Freie und Hansestadt Hamburg                  |                                                            |                                               |                                               |                                               |
| 1                                             | Neustadt, St. Pauli                                        | Charles Ami de Chapeaurouge                   | NLP                                           |                                               |
| 2                                             | Altstadt, St. Georg, Hammerbrook                           | Anton Rée                                     | DFP                                           |                                               |
| 3                                             | Vororte und Landherrenschaften                             | Robert Miles Sloman                           | NLP                                           |                                               |